# Краснополов
Краснополов —  хутор  в Кумылженском районе Волгоградской области России. Входит в состав  Шакинского сельского поселения. Население 95 чел. (2010).

## География
Расположен в  западной части региона, в лесостепи, в пределах Хопёрско-Бузулукской равнины, являющейся южным окончанием Окско-Донской низменности, на р. Средняя Елань.
Уличная сеть состоит из двух географических объектов: ул. Заречная и ул. Пристанского.
Абсолютная высота 132 метра над уровнем моря.

## Население
| 2010 |
| ---- |
| 95   |

Гендерный состав
По данным Всероссийской переписи населения 2010 года в гендерной структуре населения из 95 человек мужчин — 45, женщин — 50  (47,4 и 52,6 % соответственно).
Национальный состав
Согласно результатам переписи 2002 года, в национальной структуре населения
русские составляли  94 % из общей численности населения в 132 чел..

## Инфраструктура
Личное подсобное хозяйство.
Ведется газификация хутора. Внутрипоселковый газопровод включён в областную целевую программу «Газификация Волгоградской области на 2013—2017 годы».

## Транспорт
Просёлочные дороги. Одна из них ведет на автодорогу регионального значения «Жирновск — Рудня — Вязовка — Михайловка — Кумылженская — Вешенская (Ростовская область)» (в границах территории Волгоградской области) " (идентификационный номер 18 ОП РЗ 18К-5) (Постановление Администрации Волгоградской обл. от 24.05.2010 N 231-п (ред. от 26.02.2018) «Об утверждении Перечня автомобильных дорог общего пользования регионального или межмуниципального значения Волгоградской области»).